# 만주습례 (청나라)
만주습례(满珠習禮, 생년 미상~1672년)은 청나라의 몽골 귀족이다.